# Sybra pseudalternans
Sybra pseudalternans là một loài bọ cánh cứng trong họ Cerambycidae.